# Człowiek z Marsa
Człowiek z Marsa – pierwsze literackie dzieło Stanisława Lema, powieść drukowana w odcinkach w 1946 r. w czasopiśmie „Nowy Świat Przygód” (nr 1–31), pisana jeszcze w czasie wojny. W wydaniu książkowym pojawiło się dopiero w 1994 roku, nakładem Niezależnej Oficyny Wydawniczej NOWA – wcześniej dostępne było jedynie w nieoficjalnej, fanzinowej wersji. W 2009 wznowione w jednym tomie z opowiadaniami i wierszami Lema z tego okresu w tomie Człowiek z Marsa. Opowiadania młodzieńcze. Wiersze.

## Fabuła
Chicagowski reporter McMoore trafia do ukrytego laboratorium, gdzie grupa naukowców bada przybysza z Marsa, nazwanego roboczo „Areanthroposem” (łac. area = obszar + stgr. anthropos = osoba). Stwór przypomina samobieżną maszynę z trzema wężowatymi kończynami oraz z ukrytym wewnątrz mózgiem. Naukowcy próbują porozumieć się z Marsjaninem, nie znając celów jego misji ani zamiarów. Przy próbie wiwiseksji organizmu udaje się wyłuskać radioaktywne jądro, ale nie wszyscy Ziemianie wychodzą z tego cało. Ostatecznie kierujący zespołem profesor Widdletton decyduje o zniszczeniu niebezpiecznego osobnika.
W powieści pojawia się przekonanie o niemożności skutecznego kontaktu pomiędzy przedstawicielami odmiennych kosmicznych kultur i cywilizacji. Jeden z kluczowych motywów prozy Lema, przewijający się przez większość jego dzieł aż po kończące prozatorską karierę Fiasko z roku 1987.

## Odbiór
Sam autor uważał utwór za wyjątkowo naiwny i słaby, który chciałoby się pogrzebać na wieki „na cmentarzu ogólnej nieczytelności”. Andrzej Niewiadowski pisze, że był to debiut „dość wstydliwy”, bo „więcej w nim sensacji, zapożyczeń aniżeli rzetelnego opisu świata”. Andrzej Stoff ocenia utwór jako „słaby literacko”, niemniej bardzo ciekawy dla badaczy twórczości pisarza, gdyż można odnaleźć tu „wszystkie charakterystyczne cechy przyszłej twórczości Lema”: kontakt z kosmitami, obcość cywilizacji kosmicznych, niemożność porozumienia z nimi.
Pewną różnicą w stosunku do późniejszych utworów było potraktowanie kontaktu z przybyszem z Kosmosu jako zagrożenia dla ludzkości. Krytycy odnajdują tu pokrewieństwo z Wojną światów H. G. Wellsa.